# Anthopterus
Anthopterus je rod rostlin z čeledi vřesovcovité. Jsou to keře a malé stromy, rostoucí většinou na zemi nebo výjimečně jako epifyty. Listy jsou převážně střídavé, výjimečně téměř vstřícné nebo téměř přeslenité. Květy jsou trubkovité až téměř kulovité, v hroznovitých květenstvích. 

Rod zahrnuje 12 druhů a vyskytuje se v tropické Americe od Kostariky po severovýchodní Peru.